# Malgassapeira concors
Malgassapeira concors là một loài bướm đêm trong họ Geometridae.